# Amerikanska Jungfruöarnas Davis Cup-lag
Amerikanska Jungfruöarnas Davis Cup-lag styrs av Amerikanska Jungfruöarna tennisförbund och representerar Amerikanska Jungfruöarna i tennisturneringen Davis Cup. Amerikanska Jungfruöarna debuterade i sammanhanget 1998 och har bland annat slutat sjua i Amerikazonens Grupp III.